# Shanghai Nuzi Paiqiu Dui 2013-2014
Questa voce raccoglie le informazioni riguardanti lo Shanghai Nuzi Paiqiu Dui nelle competizioni ufficiali della stagione 2013-2014.

## Organigramma societario
Area tecnica
- Allenatore: Wang Jian
- Assistente allenatore: He Jiong, Wu Xiaodong

## Rosa
| N° | Nome           | Ruolo | Data di nascita   | Nazionalità sportiva |
| -- | -------------- | ----- | ----------------- | -------------------- |
| 1  | Wang Weiyi     | L     | 20 giugno 1995    | Cina                 |
| 2  | Ma Xiaoying    | L     | 29 novembre 1986  | Cina                 |
| 3  | Gao Jialing    | S     | 4 ottobre 1993    | Cina                 |
| 4  | Wang Jiamin    | C     | 11 febbraio 1995  | Cina                 |
| 5  | Gu Xinwei      | S/O   | 22 maggio 1991    | Cina                 |
| 6  | Zhu Huijing    | C     | 6 marzo 1988      | Cina                 |
| 7  | Qin Siyu       | C     | 2 maggio 1994     | Cina                 |
| 8  | Kinga Kasprzak | S     | 12 giugno 1987    | Polonia              |
| 9  | Yang Jie       | S     | 1º marzo 1994     | Cina                 |
| 10 | Mary Spicer    | P     | 23 luglio 1987    | Stati Uniti          |
| 11 | Heather Bown   | C     | 29 novembre 1978  | Stati Uniti          |
| 12 | Xi Xi          | S     | 14 marzo 1988     | Cina                 |
| 13 | Ju Wanrong     | S/O   | 10 gennaio 1997   | Cina                 |
| 14 | Ji Xiaochen    | P     | 2 agosto 1994     | Cina                 |
| 15 | Xu Jiujing     | C     | 13 luglio 1995    | Cina                 |
| 16 | Bian Yuqian    | P     | 14 giugno 1990    | Cina                 |
| 17 | Chen Yina      | S     | 21 settembre 1987 | Cina                 |
| 18 | Xie Yue        | S     | 25 giugno 1995    | Cina                 |